# Crystal Palace-dinosaurerne
Crystal Palace-dinosaurerne også kendt som Dinosaurus Parken er en serie skulpturer af dinosaurer og andre uddøde dyr i Crystal Palace i London. Skulpturerne er udarbejdet og opstillet fra 1852 til 1854, og de er de første skulpturelle afbildninger af dinosaurer, som netop var opdaget. Skulpturerne er designet og udformet af billedkunstneren Benjamin Waterhouse Hawkins, og de har været underlagt fredningsbestemmelser siden 1973. De blev restaureret i 2001, og fredingen bliv opgraderet til Grade I i 2007.
I dag er modellerne kendte for at repræsentere de videnskabelige unøjagtigheder i tidlig palæontologi, der var resultatet af ukorrekt rekonstruerede fossiler og videnskabens spæde fødsel i 1800-tallet, hvor særligt modellerne af Iguanodon og Megalosaurus er blevet udpeget.

## Parkens etablering
Da den store Verdensudstilling i London i 1851 blev lukket ned i oktober 1851, blev den exceptionelle udstillingsbygning i glas og jern, The Crystal Palace, købt af det nydannede Crystal Palace Company, og bygningen blev flyttet til Sydenham Hill i den sydlige del af London. Området omkring bygningen var renoveret og udlagt til en offentlig park med ornamentale haveanlæg, opstilling af statuer og skulpturer og to nyanlagte kunstige søer. Som en del af denne renovering blev Benjamin Waterhouse Hawkins anmodet om at udforme de første modeller af forskellige uddøde dyr i naturlig størrelse til parken. Han havde planlagt kun at afbilde uddøde pattedyr, men accepterede at opbygge skulpturer af dinosaurer under rådgivning af sir Richard Owen, en af datidens mest anerkendte eksperter på området.